# 英美法系

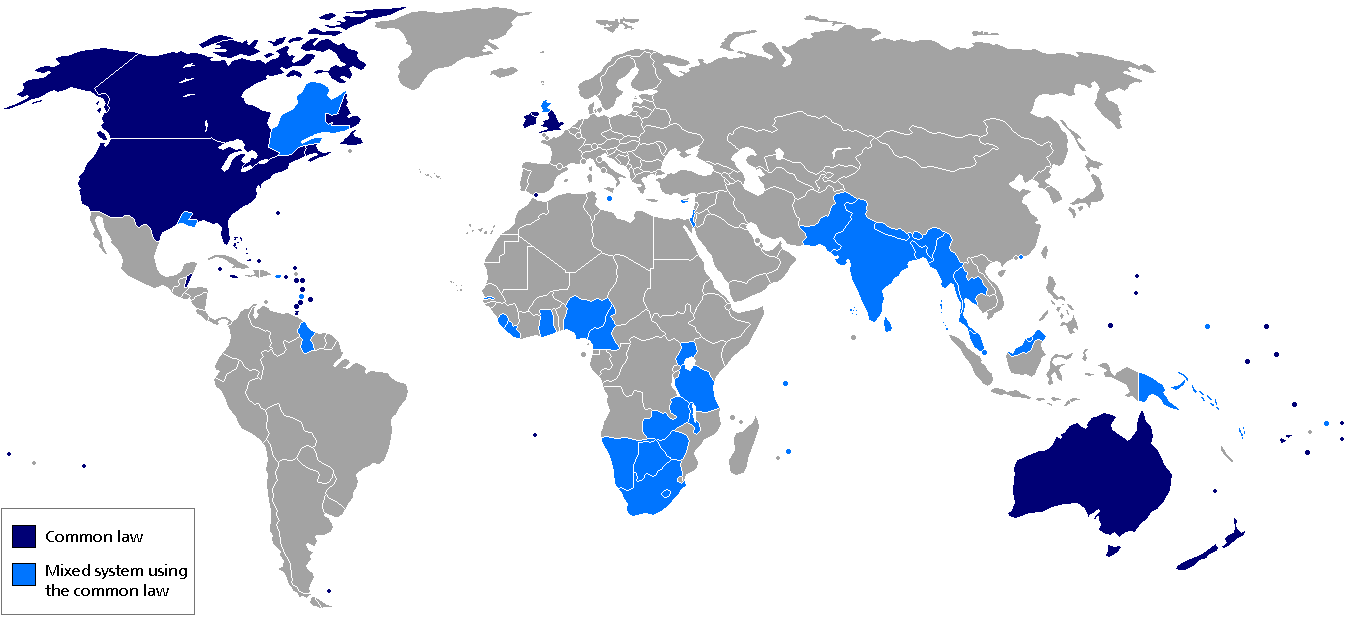
實行普通法系（英美法系）的国家和地區

英美法系（直译：「普通法」），或稱普通法系、英國法系或海洋法系，是与欧陆法系（又稱大陸法系或羅馬法系）齊名的两大法系之一，起源于中世纪的英格兰，目前世界人口的三分之一（约24亿人）生活在英美法司法管辖区或混合民法系统內，其中大部分來自英联邦国家。从法律渊源来看，英美法系的特點就是判例法，即反覆參考判決先例，最終產生類似道德觀念一般的普遍的、約定俗成的法律。

## 词语释義
英美法系对应的英文是common law，但英文单词common law包含多重含义，至少包括：
- 英美法系，即本条目包含的内容。英美法系起源于英国，然后推广于诸多使用英语的国家。“判例法”，即“普通法”，是英美法系的法律制度重要组成部分。相比之下，大陆法系更加依赖成文法典和法律、法規。近年来在两大法系的相互影响中，英美法系的司法管辖区也逐渐依赖立法机关通过的成文法，同时大陆法系的司法管辖区也更加重视司法机关的判例[4]:1-3。
- 判例法，即在英美法系的司法管辖区裏，由法官在法庭上针对具体的法律问题而做出的判例，通过积累而形成的法律。判例法也被稱为非成文法，因为对法律的理解常需要通过阅读判例，而非法律本身，来确定。与判例法对应的是由立法机关通过的成文法[4]:1-3。
- 英美法法律，与之对应的是衡平法。由於历史上的英美法在體制上有不足及僵硬之處，無法在所有情況下對訴訟者进行有效救濟。同时又出于中世纪英国王权理论中“国王是正义的化身”，英國國民亦有直接向英國君主伸冤。由於此類案件增多，自愛德華一世開始，逐漸形成了由大法官代表“国王的良心”來審理案件的傳統。大法官所遵守的衡平法獨立於之前所形成的普通法，且較普通法靈活。如信託等法律概念都爲大法官所初創。19世紀，英國國會頒佈1873年最高司法院法令等一系列法案，合併了適用於英美法法庭以及適用於衡平法的大法官法院。今日，所有英國法院同時適用於英美法原則以及衡平法原則。

英美法，又稱習慣法、成例，常譯為不成文法:74。它是一個統稱，代表所有從法院案例提取出來之法律原則:74。簡單而言，當法院審理一宗紛爭時，往往會設下原則，作為判案根據:74。成例不是由立法機構制訂，不可以修改或廢棄法章，有追溯力，可以隨時由後來的判例更改或推翻:74。成例由無數案例積聚而成，每一案例針對某一個劃定之情況；衡平法則是一種社會道德標準，屬通用性，不針對任何劃之事實情況，每事要衡量各個角度，不能一概而論:75。成例是常規，找案例就可以找到成例；衡平法是救亡恩恤，要從社會全體之良心昇華出來:75。

## 历史

### 起源
英美法一詞起源於公元1150年左右的英格蘭:122-137。在英格蘭的盎格魯-撒克遜时期，已经形成了领主分封领地的制度，但是权力较为分散。国王权力较小，并且行政和立法体系都比较地方化。來自諾曼底的諾曼人征服英格兰後，确立了更加紧密的封建制度。原本盎格魯-撒克遜部落杂乱的習慣法也开始与來自諾曼底的法律融合。
诺曼的征服者威廉在1066年征服了英格兰，登基為威廉一世后，为维护其统治承诺英格兰将维持忏悔者爱德华国王时期的各个地方的习惯法。威廉一世也对英国的法律系统进行了一定改革。为了加强王权，威廉一世创立了巡回的审判制度，由国王及其王廷在领地之间巡回，以解决纠纷:1-17。
在亨利二世的统治期间，英美法得以形成并获得进一步发展。威廉一世统治时期时，御前会议成为了一个规模较小、负责辅助国王政务的咨询会议。亨利二世的改革将御前会议的司法职能剥离出来，形成了设立了中央的法院系统，所以御前会议即英国普通法法院的起源。同时，亨利二世任命了专业的法官、将巡回法院定期化、确立了巡回法院制度以及和陪审团制度。通过法院的制度化和管辖范围的扩张，英国逐渐形成了通用于全国的「英美法」:1-17。后来，在殖民时代的大英帝國的扩张和统治下，也傳播到了美國、加拿大、新西兰、澳大利亞、印度與香港等地:122-137。

### 罗马法的影响
英国的英美法也被羅馬法影响。诺曼人征服英格兰时，并没有专业的律师或法官，而是由识字的神职人员来参与司法与行政，而部分神职人员也熟悉罗马法及教会法(歐陸法)。比如，在亨利三世时，英国便出现了《英格兰的法律与习俗》一书，其受到了查士丁尼民法大全中法学阶梯部分的影响。但是同时，此书所描绘的司法程序以及对判例的重视依然显示了英格兰法律的独特性。
由于英国的英美法體系发展较为成熟，欧洲的罗马法(歐陸法)复兴对英格兰影响较小。英国形成了全国性的英美法法體系时，法蘭西王國下属的各个公国及伯爵领依然有其独特的习惯法，德国和意大利更是分裂为诸多独立的王国和其他政治体。因此，英格蘭形成了不同於歐洲大陸法律體系的普通法系统:122-137。

### 衡平法
到十四世纪时，英国英美法逐渐形成了正式的规则。传统上，英美法对原告的救济措施较为受限，仅限于赔偿以及恢复财产权。此外，英美法注重文件和公开的财产权，不承认非正式的合同以及信托。因此，人们开始逐渐直接向英国国王申诉，而国王则将案件转交其首席大臣，大法官（Lord Chancellor）。由此，逐渐形成了衡平法院（Court of Chancery）。
在英格兰法律中，独立的衡平法院由1873年最高司法院法令正式被废除，法院同时适用英美法及衡平法。与英国类似，在十九世纪晚期及二十世纪，美国法律的大多数州也废除了独立的衡平法院，并且合并了普通法和衡平法的程序制度。

## 普通法的特點

### 符合社會脈動
美國大法官卡多佐認為「歐陸法是異中求同，偏演繹法；而英美法則為同中求異，偏歸納法」。普通法下的法官既可援用已擁有的判例來審判案件，也可以在有良好理由之下（如能舉出現案件與前判例顯著不同之處），運用法律解釋和法律推理的技術創造新的判例（judge-made law）；是故英美法的演進不如歐陸法系需待立法機關費時審議，亦由於鮮少有一單一判例能涵蓋所有情況，而能更完全地維護人民的權利。但仍需注意，英美法國家還是有一定數量的成文法法典，如美國的《統一商法典》等，但仍未動搖判例之優先地位。以《統一商法典》為例，為美國統一州級法律委員會全國大會（Uniform Law Commission）於1952年草擬，目的為定纷止爭，並統一各州商人間商業規定，目前美國五十州皆採用。

### 遵循判決先例
為保護法安定性與人民對法的可預測性，英美法下的法官須遵奉兩大原則：須「適用」具約束力之判例，與需「參考」具說服力之判例。
「具約束力之判例」通常由最高審級法院（如英國最高法院或美國最高法院）或同一管轄的上級法院定下。比如采用三審制的地区，地方法院必須垂直地遵奉上級的上訴法院與最高法院的先例。「具說服力之判例」則包含其他管轄法院或同管轄下級法院的判例，可參考但不受其拘束。
另外，美國的司法由於採用聯邦與州的雙軌制，前者的權力來源為美國憲法第六條规定属于联邦的权力，以及修正案中增加的属于联邦的权力（比如授权联邦征收个人所得税的第十六条修正案， 以及事关民权的美国宪法第十五条修正案）。這些领域适用聯邦法。州的權力則在美國憲法第十修正案中被保障，州可在州权力范围内自行立法。一般的劃分標準是：在某一個州的範圍內發生案件，由州法院管轄；超越一州範圍的案件則由聯邦法院管轄。雖時常發生管轄的衝突，但在兩系統間仍會水平地尊重，以維護法安定性。最後，聯邦乃至州的最高法院有權推翻自己以前的判決，但是先例依然占据重要地位。
理查德·A·波斯纳法官等人批評美國最高法院的決定難以推翻，造成法律僵化。

## 比較
和以成文法典為依據的歐陆法系相比，普通法系在某些法律方面多採不成文法，尤其是判例法，强调“遵循先例”原则；审判中采取當事人進行主義（對抗制；辯論式的訴訟制度）和陪審團制度，对于司法程序比较重视，即救濟先於權利（remedies precedes rights）；法律制度和法学理论的发展往往依赖司法实务人员（尤其是高等法院法官）的推动，即法官实质上透过做出判决起到了立法的效果。英美在歷史上是「判例之法，而非制定之法」。是法官在地方习惯法的基础上，归纳总结而形成的一套适用于整个社会的法律体系。
法學家吳經熊與華懋生認為：「研究過比較法律的人，總說英美不成文法裡，所討論到的法律或法學問題，比較大陸成文法裡，多而且精。這因為英美判例中，多討論到法理的精微處所。他們沒有死條文可以援用，非要反覆研討到無懈可擊的時候，才成功到法律的效力，而可以拘束訟案，折人心服。所以闡發法理就立時引起法律的變更創造，律師法官，全神注此；法理日精，法律日進。」
英美是英美法系的主要代表国家，但两国间的法律也有相当差异。另外，近代以來，普通法系國家亦有大規模立法，以成文法替代英美法原則。

## 地區
以英美法系構成法律系統基礎之地區包括：

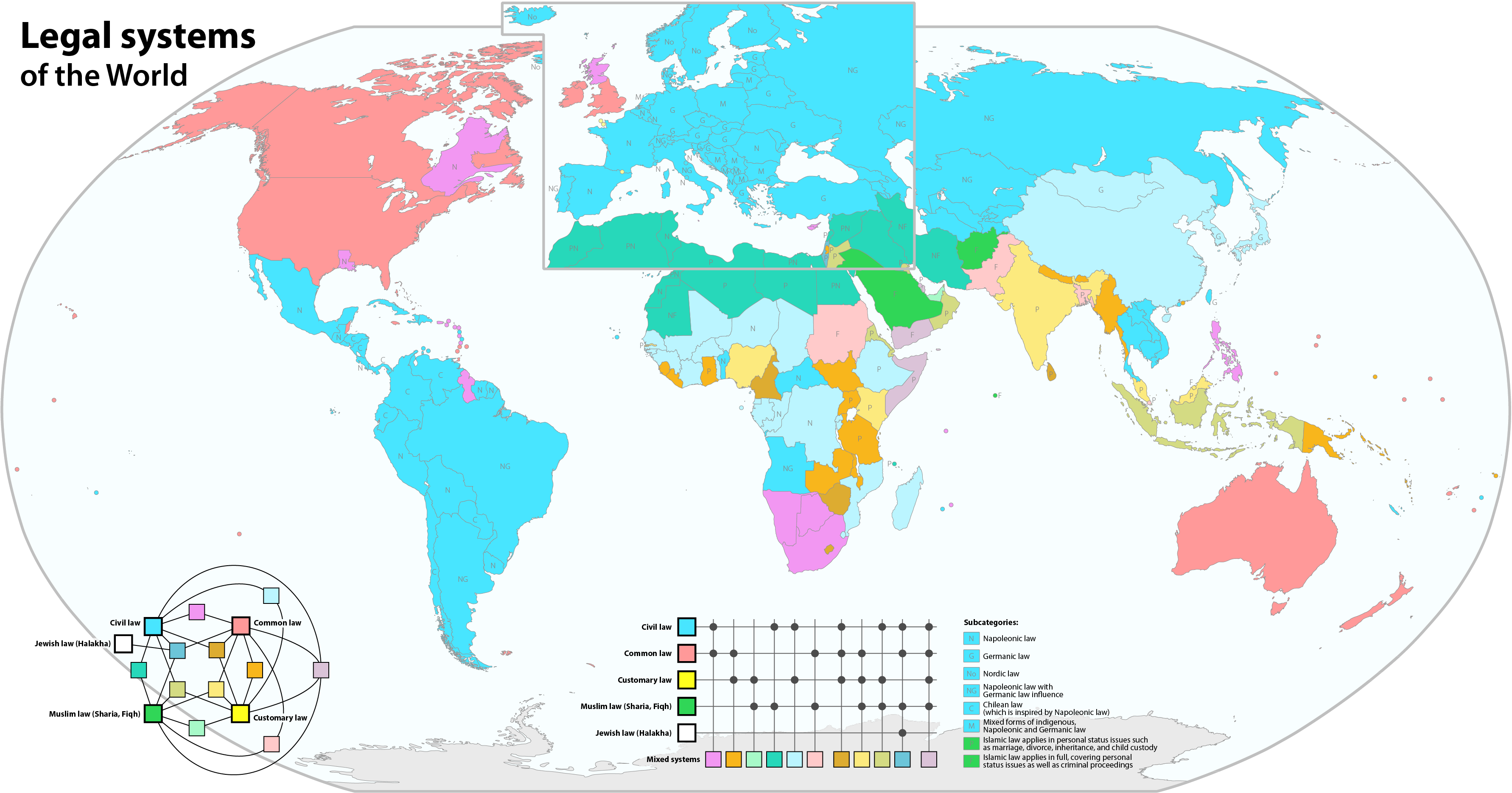
世界法律体系

- 英格兰與 威爾斯之法律（同為所處聯合王國內之蘇格蘭則使用混合體系法律）
- 北爱尔兰之法律（英语：Northern Ireland law）
- 爱尔兰之法律（英语：Law of the Republic of Ireland）
- 美国之聯邦法律及各州份之州法律（路易斯安那州法律（英语：Louisiana law）沿用法國與西班牙殖民時期的羅馬體系歐陸法系）
- 加拿大之聯邦法律及各省份之省法律（除魁北克省法律（英语：Quebec law）使用包括法國殖民時期的大陸法、公法、刑法及以英美法為基礎的加拿大聯邦法律之混合法律外）
- 之聯邦法律（英语：Australian Law）及各州份之法律。
- 之法律（英语：Law of Kenya）
- 新西兰之法律（英语：Law of New Zealand）
- 南非之法律（英语：Law of South Africa）
- 印度之法律（英语：Law of India）
- 马来西亚之法律
- 之法律（英语：Law of Bangladesh）
- 文萊之法律
- 巴基斯坦之法律（英语：Law of Pakistan）
- 新加坡之法律
- 香港特別行政區之法律主要采用传承自英屬香港時期的英美法系，并在香港回归后得到保留，唯構成核心法律框架的《香港基本法》及港區國安法除外，詳見混合體系部分。
- 之法律
- 巴哈马
- 多米尼克
- 格瑞那達
- 牙买加
- 圣基茨和尼维斯
- 千里達及托巴哥

其他英語系國家和地區或大英國協國家亦有採納英美法系（但蘇格蘭則使用混合體系法律，馬爾他亦然）。事實上，曾被英格蘭、大不列顛王國或英國所殖民之國家和地區，以及受美國之影響的國家多使用英美法，以及與歐陸法混合的法律體系，此前另曾受其他国家殖民之國家和地區除外，例如：
- 加拿大 魁北克省使用混合體系法律（英语：Quebec law），包括局部採納法國殖民時期的歐陸法系、公法與刑法，另有採納以英美法為基礎之加拿大聯邦法律；
- 南非使用混合體系法律（英语：Law of South Africa），包括承傳自荷蘭的歐陸法法律、承傳自英國的英美法法律及南非土著（英语：Demographics of South Africa）傳統的習慣法法律（英语：Customary law in South Africa）；
- 斯里蘭卡使用羅馬荷蘭法（英语：Roman Dutch law），在涉及尊重本土殖民者之公民權方面沿用較重要的歐陸法系統；
- 香港特別行政區除了核心法律框架屬成文的憲制性文件外，2020年生效、列入《香港基本法》附件三的《香港国安法》亦是歐陸法系法例。
- 印度普遍使用英美法，但果阿邦保留沿用葡萄牙之民法典；
- 蓋亞那及聖露西亞採用混合體系法律，包括歐陸法和英美法。
- 菲律賓採用混合體系法律，包括承傳自西班牙的歐陸法法律、承傳自美國的英美法法律。

## 延伸閱讀
- Elaine Forman Crane, Witches, Wife Beaters, and Whores: Common Law and Common Folk in Early America. Ithaca, NY: Cornell University Press, 2011.
- Friedman, Lawrence Meir.  3rd. New York: Simon and Schuster. 2005  [2017-09-26]. ISBN 978-0-7432-8258-1. （原始内容存档于2021-03-22）.
- Garner, Bryan A.  2nd, revised. New York: Oxford University Press. 2001  [2017-09-26]. ISBN 978-0-19-514236-5. （原始内容存档于2021-03-22）.
- Glenn, H. Patrick. . Oxford University Press. 2000. ISBN 0-19-876575-4.
- Ibbetson, David John. . Selden Society. 2001. ISBN 978-0-85423-165-2.
- Jain, M.P.  6th. Nagpur: Wadhwa & Co. 2006. ISBN 978-81-8038-264-2.
- Milsom, S.F.C., A Natural History of the Common Law. Columbia University Press (2003) ISBN 0231129947
- Milsom, S.F.C., Historical Foundations of the Common Law (2nd ed.). Lexis Law Publishing (Va), 1981) ISBN 0406625034
- Morrison, Alan B. . New York: Oxford University Press. 1996  [2017-09-26]. ISBN 978-0-19-876405-2. （原始内容存档于2021-03-22）.
- Nagl, Dominik. . Berlin: LIT. 2013  [2017-09-26]. ISBN 978-3-643-11817-2. （原始内容存档于2016-08-12）.
- Potter, Harry. . Woodbridge: Boydell and Brewer. 2015. ISBN 978-1-78327-011-8.
- Salmond, John William.  2nd. London: Stevens and Haynes. 1907  [2017-09-26]. OCLC 1384458. （原始内容存档于2021-03-22）.

## 參见
- 法律體系
- 衡平法

## 外部連接
- The History of the Common Law of England, and An analysis of the civil part of the law, Matthew Hale
- The History of English Law before the Time of Edward I, Pollock and Maitland （页面存档备份，存于） with notes by S. F. C. Milsom
- Select Writs. (F.W.Maitland)
- Common-law Pleading: its history and principles, R.Ross Perry, (Boston, 1897) （页面存档备份，存于）
- The Common Law （页面存档备份，存于） by Oliver Wendell Holmes, Jr.
- The Common Law by Oliver Wendell Holmes Jr. - 古腾堡计划
- The Principle of stare decisis American Law Register
- The Australian Institute of Comparative Legal Systems （页面存档备份，存于）
- The International Institute for Law and Strategic Studies (IILSS) （页面存档备份，存于）
- New South Wales Legislation （页面存档备份，存于）
- Historical Laws of Hong Kong Online – University of Hong Kong Libraries, Digital Initiatives
- Maxims of Common Law （页面存档备份，存于） from Bouvier's 1856 Law Dictionary